# Dendrosipanea revoluta
Dendrosipanea revoluta är en måreväxtart som beskrevs av Julian Alfred Steyermark. Dendrosipanea revoluta ingår i släktet Dendrosipanea och familjen måreväxter. Inga underarter finns listade i Catalogue of Life.